# أبو زيان محمد بن أحمد
محمد بن أحمد بن أبي سالم يكنى أبا زيان، لقبه المستنصر بالله، هو سلطان مغربي من بني مرين، بويع بعد خاله أبو فارس موسى و له خمس سنين، فكانت دولته ثلاثة و أربعين يوما.

## بيعة السلطان أبو زيان محمد
بعد وفاة السلطان أبو فارس موسى لم ينتظر يعيش بن رحو حتى يعود أخوه الوزير مسعود بن ماساي من حملته، و إنما بايع في نفس اليوم الذي توفي فيه السلطان موسى، ابن أخته أبا زيان محمد بن أبي العباس يوم الجمعة الثالث من شهر رمضان سنة 788 هـ و له خمس سنين.

## خلع السلطان أبو زيان محمد
خُلع السلطان أبو زيان محمد بن أحمد يوم الجمعة الخامس عشر لشهر شوال عام 788 هـ و غُرب إلى الأندلس مع أبيه أبي العباس أحمد فكانت دولته ثلاثة و أربعين يوما تحت استبداد الوزير مسعود .